# Caberea symmetrica
Caberea symmetrica är en mossdjursart som beskrevs av Liu 1984. Caberea symmetrica ingår i släktet Caberea och familjen Candidae. Inga underarter finns listade i Catalogue of Life.